# Gran Sitio de Francia

Monte Saint-Michel

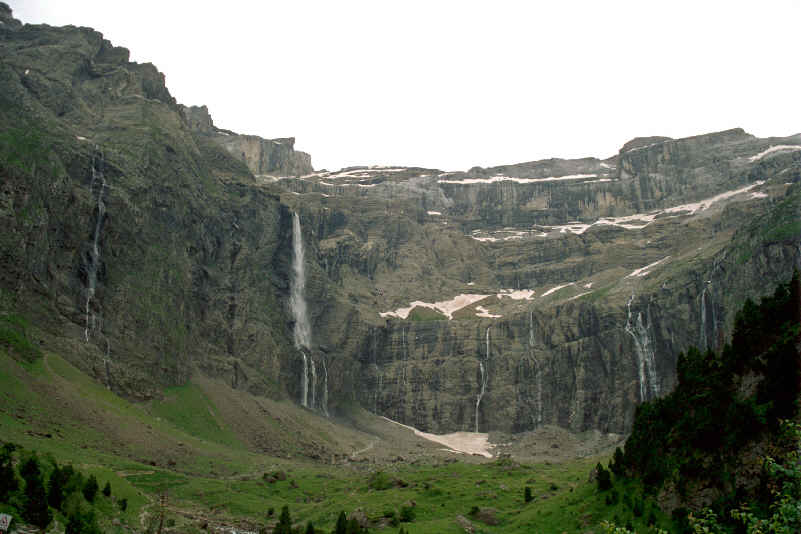
Circo glaciar de Gavarnie

Grand site de France es un distintivo o etiqueta oficial francesa otorgado por el Ministerio de Ecología, Desarrollo Sostenible y Energía (ministère de l'Écologie, du Développement durable et de l'Énergie), cuyo objetivo es promover la buena conservación y mejora de los espacios naturales protegidos del país de gran notoriedad y en consecuencia muy frecuentados. Esta regulación se integra en el Código del Medio Ambiente (Code de l’environnement ) desde la  ley Grenelle 2 de 12 de julio de 2010, sobre el compromiso nacional con el medio ambiente.
Aunque las denominaciones oficiales están protegidas por la ley que regula su uso, la locución grand site de France también fue depositada en 2002 por el ministro francés (Roselyne Bachelot) como marca comercial ante el Instituto Nacional de Propiedad Industrial (INPI). El distintivo se asigna al organismo local responsable de la conservación y puesta en valor por un período de seis años renovable, y puede ser retirado en caso de incumplimiento.
La Red de los grandes sitios de Francia (Réseau des grands sites de France) es una asociación que reúne, de una parte, a los establecimientos gestores de los sitios distintinguidos —aquellos que únicamente pueden utilizar el símbolo oficial—, y, de otra parte, a las demás instituciones de sitios que dedican esfuerzos para conseguir un día merecer la distinción.

## Obtención del distintivo
El Código del Medio Ambiente (Art. L. 341-15-1 2), establece los criterios para la obtención del distintivo.
El sitio debe primero tener las características de un «Grand site» ('gran lugar o paraje'), en términos de notoriedad, asistencia y protección (clasificación de una parte significativa según la ley de 1930, ralativa a los monumentos naturales y a los sitios). Debe de estar en buen estado, rehabilitado o reformado si fuera necesario y administrado de acuerdo con la identidad del sitio y el «espíritu de los lugares» («l'esprit des lieux»). El administrador del sitio debe conciliar la recepción de un numeroso público, la protección del paisaje y la biodiversidad, y asegurar los retornos económicos y sociales a la región donde se encuentra.
Se debe establecer un proyecto de preservación, de gestión y de puesta en valor del sitio para el futuro. Debe de elaborarse en concertación con las partes interesadas del sitio y coordinado por el organismo  de gestión del sitio, el galardonado con el distintivo.
El distintivo «Grand Site de France» se concede después de un proceso que implica varias etapas. En primer lugar, el presidente de la estructura de gestión hará una petición formal al ministro de Ecología, a través del prefecto regional. A continuación, la dossier de la candidatura al distintivo pasara para ser informado por la «Comisión departamental de la Naturaleza, los Paisajes y los Sitios» («commission départementale de la Nature, des Paysages et des Sites», CDNPs), y después por la «Comisión superior de Sitios, Perspectivas y Paisajes» («commission supérieure des Sites, Perspectives et Paysages», CSSPP). Es en esta etapa en la que la red de los Grandes Sitios de Francia realiza su dictamen. Por último, el distintivo se asigna al organismo de gestión que ha hecho la solicitud mediante decisión ministerial. Será firmada por el ministro encargado de los sitios y publicada en el Boletín Oficial del medio ambiente.

### Un diseño contemporáneo para simbolizar los valores del distintivo
Écoutez le Monde es una obra de arte realizada por el escultor Bernard Dejonghe en 2005 a petición de la Red de los Grandes Sitios de Francia. Esta obra de arte en vidrio macizo simboliza los valores del distintivo. La presencia de esta escultura contemporánea en los Grandes Sitios distinguidos recuerda así que protegerlos, como explica el artista «es asegurar nuestro futuro transmitiendo nuestra historia, es nuestro negocio a todos, visitantes, habitantes...». Dejonghe preciso que «este objeto debía de ser de vidrio, cuya pureza puede mostrar la calidad de los sitios, su fragilidad, como también la transparencia que debe regir su gestión».

## Antecedentes
Los grandes sitios son objeto de medidas para la restauración del espacio natural y su gestión vinculada al desarrollo local, en aplicación de la política de los Grand site iniciada en 1977. Hasta 1989, esta política propugnaba intervenciones específicas; a partir de esta fecha, el Estado, por iniciativa del Ministère de l'Aménagement du Territoire et de l'Environnement (Ministerio de Ordenación del Territorio y Medio ambiente), la amplió contemplando la participación y responsabilidad de organismos locales de cada zona designada en las medidas y actuaciones. Posteriores ampliaciones de ordenanzas emitidas desde el ministerio, aportan medidas como:
- habilitar un área de recepción de público y pedagogía;
- la frecuencia o afluencia de visitas debe ser compatible con su conservación, debe controlarse y administrarse;
- los posibles ingresos resultantes de la visita deben utilizarse prioritariamente para mantener y preservar el lugar;
- debe también referirse a la región que rodea el Gran site con el fin de favorecer la repercusión en términos de desarrollo sostenible.

## Sitios que han recibido el distintivo
- la Aven d'Orgnac (2004)
- la montaña Sainte-Victoire (2004)
- la punta de Raz (2004)
- el puente del Gard (2004)
- Bibracte (capital celta), en el monte Beuvray (2007)
- el Puy de Dôme (2008)
- el Marais poitevin (2010);
- Saint-Guilhem-le-Désert -  Gargantas del Hérault (2010)
- el sitio de los dos Cabos (cabo Gris-Nez / cabo Blanc-Nez) (enero de 2011)
- la bahía del Somme (2011)
- el macizo del Canigó (2012)
- el Puy Mary, volcán de Cantal (diciembre de 2012)
- los roquedos de Solutré y de Vergisson, en el grand site de Solutré-Pouilly-Vergisson

## Miembros de Réseau Grands Sites de France
En junio de 2013, son cuarenta los miembros de sitios de la «Réseau Grands Sites de France». Cuando aparece colocado antes del nombre (GSF), el miembro también recibió el distintivo Grand Site de France, y cuando lo está (PH), el elemento es también Patrimonio de la Humanidad de la Unesco.
1. Abadía de Beauport
2. (GSF) Aven d'Orgnac
3. Alésia
4. (GSF) Bahía del Somme
5. (PH) Bahía del Monte Saint-Michel
6. (GSF) Bibracte-Monte Beuvray
7. Camargue gardoise (camarga del Gard)
8. Cap d'Erquy y Cap Fréhel
9. Circo glaciar de Navacelles
10. Circo glaciar de Sixt Fer à Cheval
11. Ciudadela de Carcasona
12. Domaine du Rayol
13. Duna de Pilat
14. Dunes de Flandre
15. Estuario del Charente - Arsenal de Rochefort
16. Gargantas del Ardèche
17. Gargantas del Gardon
18. Gargantas del Tarn y del Jonte
19. Gargantas del Verdon
20. Islas Sanguinaires - Punta de la Parata
21. (GSF) Los dos cabos, cabo Blanc-Nez y cabo Gris-Nez
22. Pantano y fortificación de Brouage
23. (GSF) Marais poitevin
24. (GSF) Macizo del Canigó
25. Macizo dunar de Gâvres-Quiberon
26. Macizo de los Ocres
27. Monte Ventoux
28. Punta de los Châteaux
29. (GSF) Punta de Raz
30. (GSF) (PH) Puente del Gard
31. Península de Giens-Salins d'Hyères
32. (GSF) Puy de Dôme
33. (GSF) Puy Mary, volcán de Cantal
34. Rocamadour
35. (GSF)  Roche de Solutré, Roche de Vergisson - (Grand site Solutré-Pouilly-Vergisson)
36. (GSF)  Saint-Guilhem-le-Désert y las Gargantas del Hérault
37. (GSF) Montaña Sainte-Victoire
38. Valle del Clarée
39. Valle de la Restonica
40. Valle del Salagou
41. Paulilles

Otros que fueron miembros:
- Valle del Erdre
- Salinas de Guérande